# Brachythemis leucosticta
Brachythemis leucosticta is een echte libel uit de familie van de korenbouten (Libellulidae). De wetenschappelijke naam van de soort werd in 1839 als Libellula leucosticta gepubliceerd door Hermann Burmeister.
De soort staat op de Rode Lijst van de IUCN als niet bedreigd, beoordelingsjaar 2015. De soort komt voor in Afrika ten zuiden van de Sahara.